# 헝거 게임: 캣칭 파이어
헝거 게임: 캣칭 파이어(영어: The Hunger Games: Catching Fire)는 2013년 공개된 미국의 디스토피아 액션 스릴러 영화이다. 《헝거 게임: 판엠의 불꽃》의 속편이자, 《캣칭 파이어》의 영화화 작품이다.

## 캐스팅
- 제니퍼 로런스 - 캣니스 에버딘 역
- 조시 허처슨 - 피타 멜라크 역
- 리엄 헴스워스 - 게일 호손 역
- 우디 해럴슨 - 헤이미치 애버내시 역
- 엘리자베스 뱅크스 - 에피 트링켓 역
- 샘 클라플린 - 피닉 오데어 역
- 필립 세이모어 호프만 -플루타르크 헤븐스비 역
- 토비 존스 - 클라우디스 역
- 지나 말론 - 조한나 메이슨 역
- 도널드 서덜랜드 - 스노우 대통령 역

## 줄거리
헝거게임의 우승으로 독재국가 ‘판엠’의 절대권력을 위협하는 존재가 된 캣니스, 혁명의 불꽃이 된 그녀를 제거하기 위해 캐피톨은 75회 스페셜 헝거게임의 재출전을 강요한다. 역대 최강의 우승자들이 모인 헝거게임에 참가하게 된 캣니스는 판엠의 음모 속에서 적인지 동료인지 알 수 없는 막강한 도전자들과 맞닥뜨린다. 모두의 운명을 걸고 살아남아야 하는 캣니스, 그녀와 함께 혁명의 불꽃이 시작된다.